# 陳忠実
陳 忠実（ちん・ちゅうじつ、1942年8月3日 - 2016年4月29日）は、中華人民共和国の小説家。代表作に小説『白鹿原』。元中共第十三、十四大代表。中共陝西省委第七回、第八回委員会候補委員。中国作家協会第五届委員。中国作家協会副主席。西安思源学院人文学院院長。西安石油大学学術委員会名誉主任。西安工業大学陳忠実当代文学研究中心主任。

## 略歴
1942年、陝西省西安市灞橋区覇陵郷西蒋村に生まれた。
1959年9月に西安市第三十四中学に入学した。1962年9月に卒業した後、家郷で教職に就く。
1965年に執筆活動を開始しました。
1966年2月、中国共産党に入党。
1968年11月—1978年7月、陝西省西安市郊区毛西公社党委副書記、革委会副主任。
1978年7月—1980年2月、陝西省西安市郊区文化館副館長。
1979年、中国作家協会に入会。
1980年2月—1982年11月、陝西省西安市灞橋区文化局副局長、文化館副館長。
1982年11月—1985年7月、陝西省作協の創作組担当專業作家となった。
1985年7月—1993年4月、陝西省作協副主席、党組成員。
1993年4月—1996年12月、陝西省作協主席、党組成員。
1996年12月—2001年12月、中国作協第五届全委会委員、陝西省作協主席、党組成員。1996年には中国長編小説を対象とした中国文学界で最も栄誉がある賞の一つである「茅盾文学賞」を受賞している。
2001年12月、中国作協副主席、陝西省作協主席、党組成員。
2016年4月29日、西安西京病院で病死した。享年73歳。

## 受賞
1979年、短篇小説『信任』、全国優秀短篇小説賞。
1980年、短篇小説『立身篇』、飛天文学賞。中篇小説『康家小院』、上海第一回小説界文学賞。
1984年、短篇小説『初夏』、当代文学賞。
1985年、短篇小説『十八歳的哥哥』、長城文学賞。
1990年-1991年、『渭北高原、関于一个人的記憶』、全国報告文学賞。
1993年、長篇小説『白鹿原』、陝西双五文学賞。
1996年、『白鹿原』、人民文学出版社炎黄杯文学賞。
1997年、『白鹿原』、第四回茅盾文学賞。

## 作品

### 短篇小説
- 『信任』
- 『郷村』
- 『初夏』
- 『康家小院』

### 長篇小説
- 『白鹿原』（『白鹿原』上・下、林芳訳、中央公論社、1996年10月。）

### 報告文学
- 『渭北高原、関于一个人的記憶』

## 派生作品
- 『白鹿原』、映画、監督王全安。張豊毅・張雨綺・段奕宏主演。2010年9月10日。

- 『白鹿原』、ドラマ、監督林兆華。濮存昕・宋丹丹・郭達主演。[4]

- 『白鹿原』、テレビドラマ、監督劉進。張嘉訳・何冰・秦海璐・劉佩琦・雷佳音・李沁主演。